# Novela o sokolu
Novela o sokolu je deveta, predzadnja novela petega dne v sklopu pripovedi Dekameron italijanskega pisatelja Giovannija Boccaccia.
Novele petega dne govorijo o ljubezni. Snov vsebuje precej srednjeveških potez, saj gre za plemenito viteško ljubezen do plemenite drame. Vendar ta ljubezen nima več prave fevdalne barve, junaki so postavljeni v sodobno mestno življenje, nekdanje viteške pustolovščine so nadomestili vsakdanji, stvarni in preprosti dogodki. Namesto fevdalnih in krščanskih idej so v ospredju plemeniti, telesno in duhovno lepi ljudje. Tudi po obliki je tipično renesančna, zgrajena je okoli osrednjega dogodka, razplet je presenetljiv, v njem igra glavno vlogo konkreten predmet – sokol.

## Vsebina
Federigo degli Alberighi (Frederik) je zaljubljen v gospo Giovanno, ta pa ga ne ljubi (Federigo zaradi nje osiromaši in se preseli na majhno posestvo). Giovanna kmalu ovdovi. Ko se je čez poletje s svojim sinom odpravila na deželo na svoje posestvo, blizu Federikovega, je njen sin vzljubil Federigovega sokola, ki je bil edino, kar je Federiku še ostalo. Deček je zbolel in mati je bila žalostna. Sin si je zaželel sokola. Mati je odšla k Federigu in ga prosila, če bi pri njem lahko obedovala. Ker ta ni imel ničesar drugega, gospo pa je ljubil, ji je pripravil svojega sokola. Ko ga je gospa pri obedu prosila za sokola, ji je povedal, da ga je skuhal zanjo. Najprej ga je okregala, kasneje pa je dojela, kako se je žrtvoval zanjo. Sin ji umre. Giovanna se s Federigom poroči in ga naredi bogatega.